# Geaca
Geaca (in ungherese Gyeke, in tedesco Ungarisch Gorbau) è un comune della Romania di 1 718 abitanti, ubicato nel distretto di Cluj, nella regione storica della Transilvania.
Il comune è formato dall'unione di 6 villaggi: Chiriș, Geaca, Lacu, Legii, Puini, Sucutard.
Il principale monumento del comune è il Castello Béldy, costruito nel 1880 ed attualmente in stato di abbandono, pur essendo stato inserito nel 2004 nell'Elenco dei Monumenti Storici elaborato dal Ministero per la Cultura della Romania.
Il castello è oggetto di un lungo contenzioso sulla proprietà tra il comune di Geaca, attuale proprietario, e Maria Clujeanca Kerekes, la quale si dichiara erede legittima dei conti Béldy, sulla base di ricerche genealogiche da lei stessa effettuate.

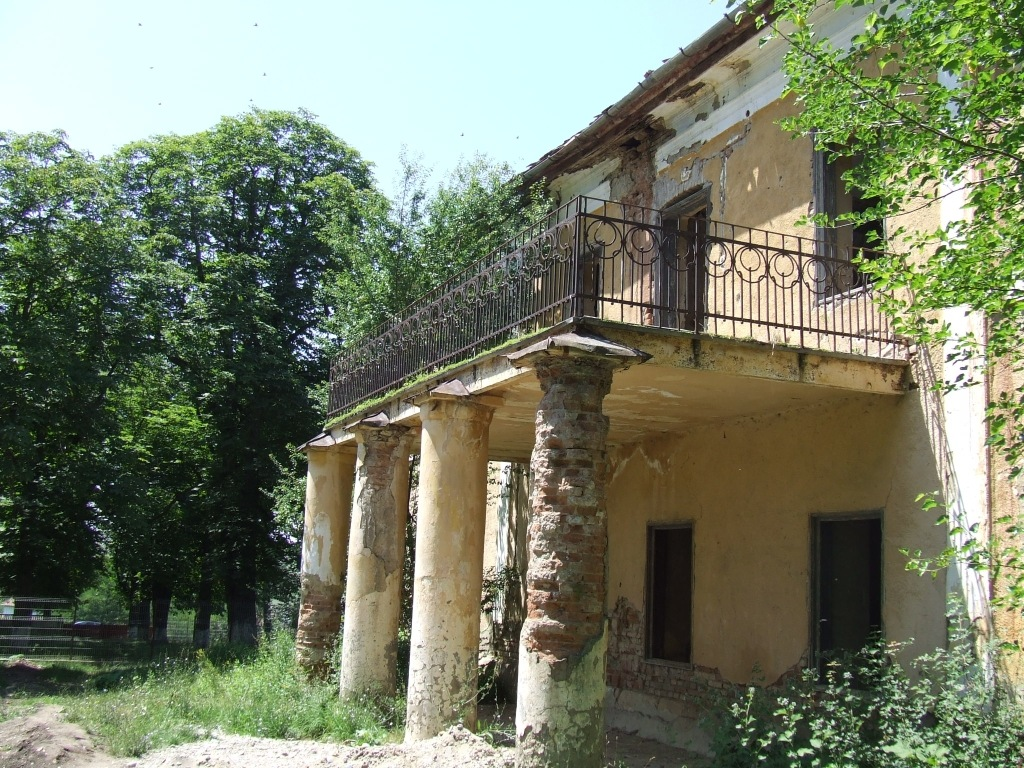
Il Castello Béldy